# Arbeit macht frei

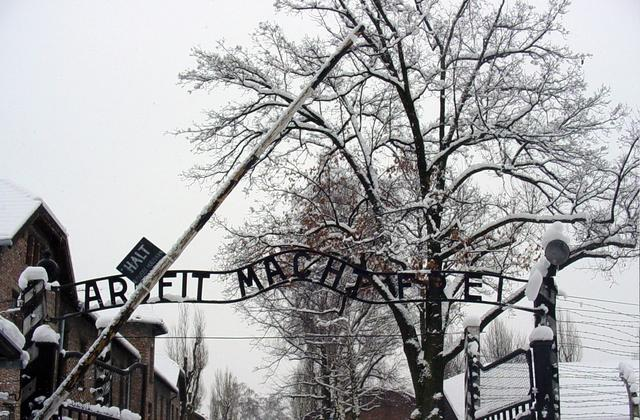
Entrada de Auschwitz I con la inscripción Arbeit macht frei

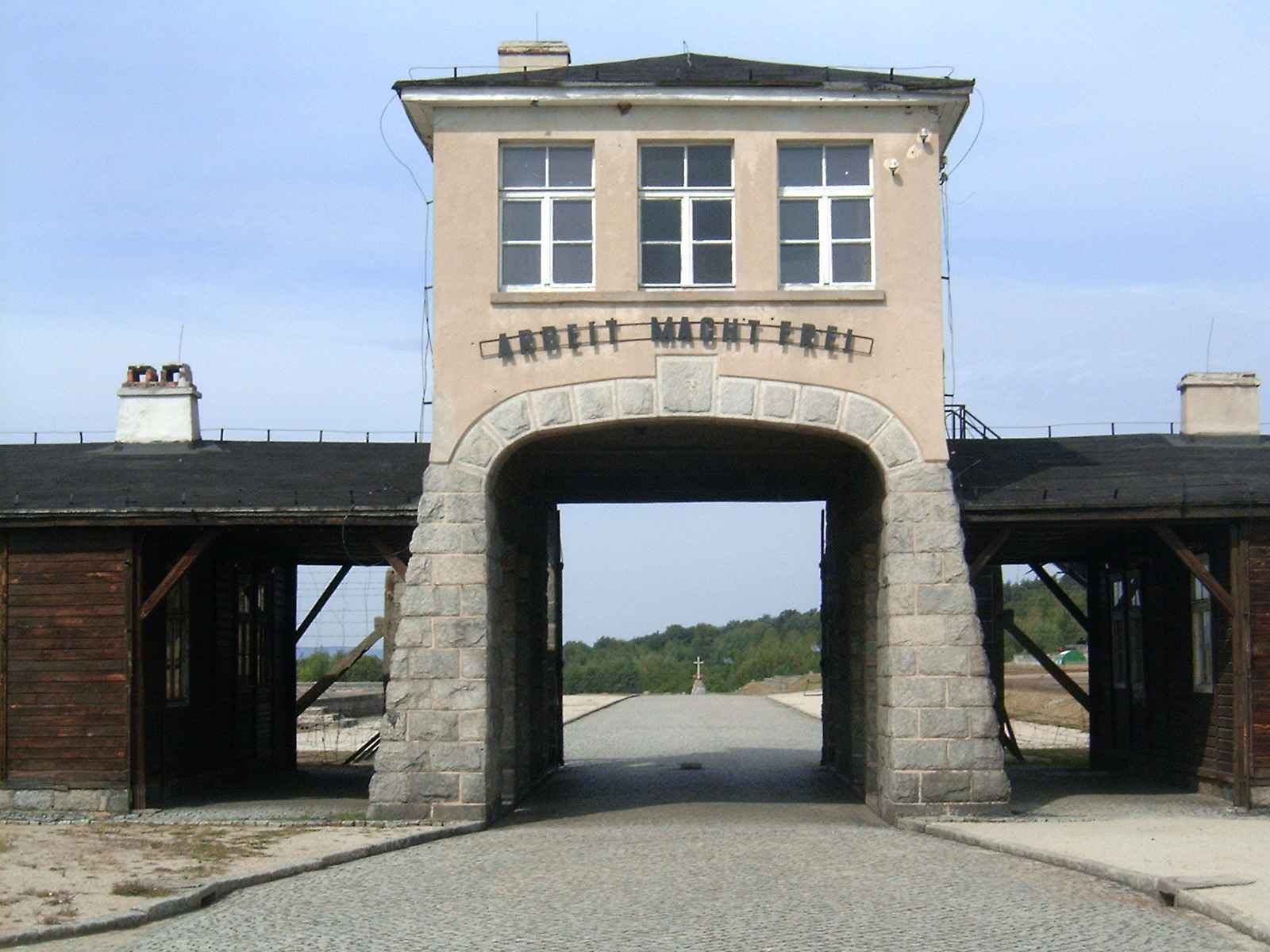
Entrada al campo de concentración de Groß-Rosen.

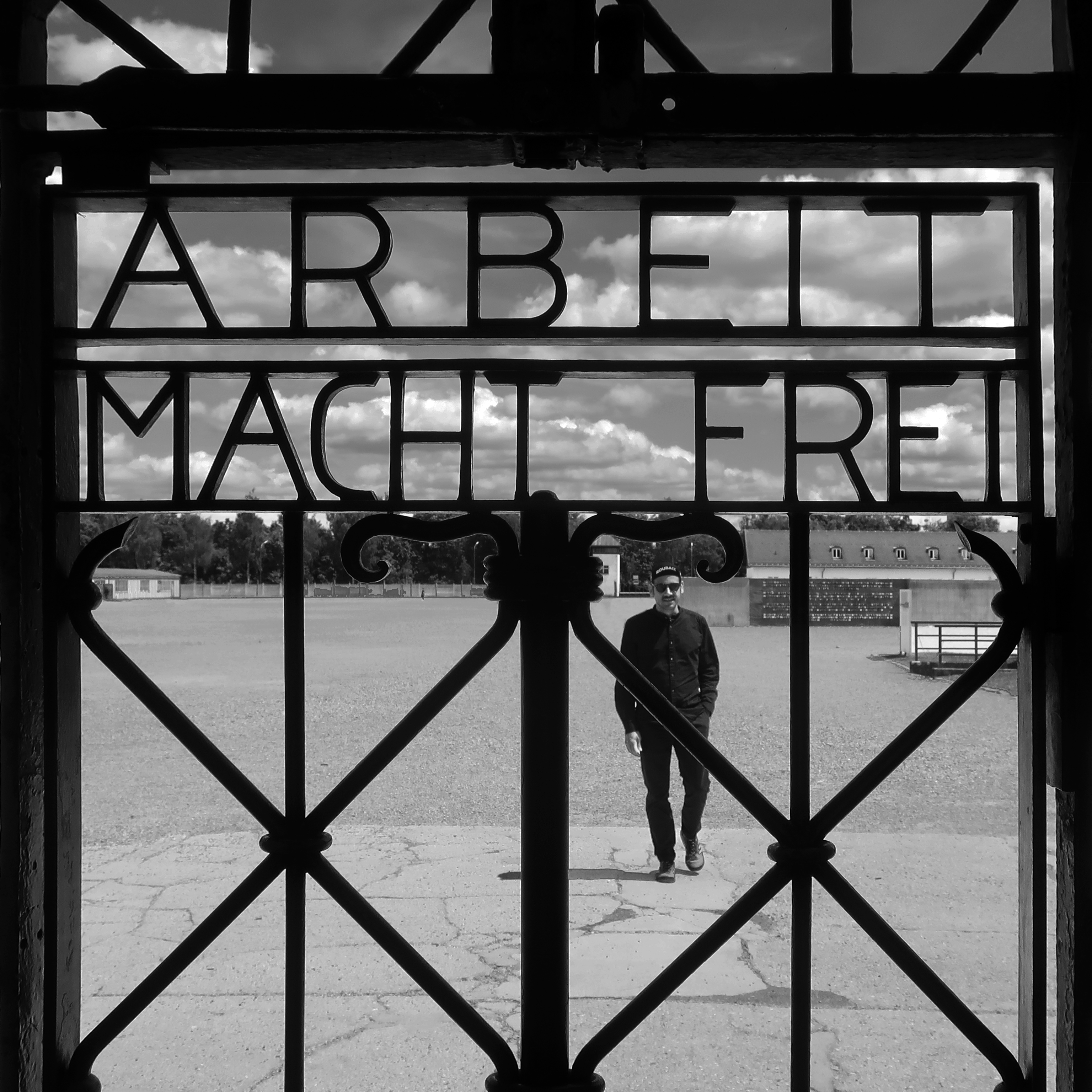
Una de las puertas de Dachau.

Arbeit macht frei  es una frase alemana cuya traducción al español es El trabajo libera. El lema fue emplazado sobre los accesos a numerosos campos de concentración y exterminio establecidos por el régimen nazi.
Arbeit macht frei es una frase intencionalmente ambigua: sugiere no solo que el trabajo libera a las víctimas detenidas por el nazismo, sino el exterminio de los nazis al consumar el asesinato premeditado de enormes masas humanas de condición y origen diversos (judíos, opositores al régimen, librepensadores, masones, gitanos, comunistas, homosexuales y enemigos de guerra).[cita requerida]

## Origen
Arbeit macht frei es el título de una novela del autor nacionalista alemán Lorenz Diefenbach publicada en Viena en 1873. En esta misma ciudad, en 1922 serían impresos sellos con el lema por parte de la Asociación de escuelas alemanas antisemitas. En 1927, Arbeit macht frei fue adoptado como eslogan por el Gobierno de la República de Weimar ensalzando los efectos de su política de impulso de grandes obras públicas para combatir el desempleo. Este eslogan fue mantenido por el gobierno del NSDAP (Partido Nazi) desde que llegó al poder en 1933 y hasta implantarlo luego en los campos de exterminio masivo.
La frase también evoca el principio medieval alemán de Stadtluft macht frei ("el aire urbano te hace libre"), según el cual los siervos fueron liberados después de haber residido en la ciudad durante un año y un día .

## Utilización en los campos de exterminio
El lema se empleó en los campos de trabajo y exterminio durante la dictadura nazi como irónica y cínica bienvenida a los presos deportados allí, a través de una inscripción en las puertas de acceso a dichos campos. Con todo, el historiador Harold Marcuse atribuye la utilización como eslogan de los campos de concentración al primer comandante de las SS en el campo de Dachau, Theodor Eicke. Se supone que esa señal fue erigida por los nazis después de que los cuarteles de Auschwitz fueron convertidos en un campo de trabajos forzados que albergaba a combatientes polacos de la resistencia en 1940.
En algunos campos de concentración, entre otros Dachau, Sachsenhausen y Neuengamme, se añadieron a la inscripción las siguientes palabras de Heinrich Himmler: «Hay un camino a la libertad. ¡Sus pilares son obediencia, laboriosidad, fidelidad, orden, limpieza, sobriedad, veracidad, sacrificio y amor a la patria!».

### Robos de las señales
El 18 de diciembre de 2009, el letrero Arbeit Macht Frei sobre la puerta de Auschwitz I fue robado. La policía encontró la señal en el norte de Polonia dos días después en tres trozos. Como resultado, Anders Högström, un neonazi sueco y dos hombres polacos fueron encarcelados. El letrero original está ahora almacenado en el Museo Estatal Auschwitz-Birkenau y se colocó una réplica sobre la puerta en su lugar.
El 2 de noviembre de 2014, el letrero sobre la puerta de Dachau fue robado. Fue encontrado el 28 de noviembre de 2016 debajo de una lona en un estacionamiento en Ytre Arna, un asentamiento al norte de Bergen, la segunda ciudad más grande de Noruega.

## Detalles
En la puerta del campo de exterminio de Auschwitz se puede encontrar invertida la letra B de la palabra "Arbeit" (trabajo). Antiguos presos en dicho campo aseguran que fue un símbolo de protesta del compañero de cautiverio Jan Liwacz, que como cerrajero artístico tuvo que llevar a cabo varios trabajos para las SS.
En el campo de concentración de Dachau escribió la artista Jura Soyfer la conocida Dachau-Lied ("canción de Dachau"), en cuyo estribillo se utiliza la expresión Arbeit macht frei.
Un campo de concentración cuya inscripción en la puerta de entrada era distinta fue el de Buchenwald, en el que aparecía la expresión alemana Jedem das seine (literalmente «a cada uno lo suyo»), que en su forma latina suum cuique fue la divisa de la monarquía prusiana, y que se puede interpretar como «a cada cual lo que se merece».